# Vallée de la Nive des Aldudes, Col de Lindux
Vallée de la Nive des Aldudes, Col de Lindux este o arie protejată (arie de protecție specială avifaunistică — SPA) din Franța întinsă pe o suprafață de 14.767 ha, integral pe uscat.

## Localizare
Centrul sitului Vallée de la Nive des Aldudes, Col de Lindux este situat la coordonatele 43°10′18″N 1°23′18″W / 43.1718°N 1.38839°V.

## Înființare
Situl Vallée de la Nive des Aldudes, Col de Lindux a fost declarat arie de protecție specială avifaunistică în baza directivei 79/409 din 1979 referitoare la conservarea păsărilor sălbatice pentru a proteja 34 de specii de animale.

## Biodiversitate
Situată în ecoregiunea atlantică, aria protejată nu include niciun habitat protejat.
La baza desemnării sitului se află mai multe specii protejate de  păsări (34): pescăruș albastru (Alcedo atthis), acvilă de munte (Aquila chrysaetos), buha (Bubo bubo), caprimulg (Caprimulgus europaeus), barză albă (Ciconia ciconia), barză neagră (Ciconia nigra), șerpar (Circaetus gallicus), erete de stuf (Circus aeruginosus), erete vânăt (Circus cyaneus), erete cenușiu (Circus pygargus), porumbel de scorbură (Columba oenas), porumbel gulerat (Columba palumbus), ciocănitoare cu spate alb (Dendrocopos leucotos), ciocănitoare neagră (Dryocopus martius), egretă mică (Egretta garzetta), șoim de iarnă (Falco columbarius), Falco eleonorae, șoim călător (Falco peregrinus), vânturel de seară (Falco vespertinus), cocor (Grus grus), zăgan (Gypaetus barbatus), vulturul pleșuv sur (Gyps fulvus), codalb (Haliaeetus albicilla), acvilă pitică (Hieraaetus pennatus), sfrâncioc roșiatic (Lanius collurio), gaia neagră (Milvus migrans), gaia roșie (Milvus milvus), vultur egiptean (Neophron percnopterus), vultur pescar (Pandion haliaetus), Perdix perdix hispaniensis, viespar (Pernis apivorus), cormoran mare (Phalacrocorax carbo), Pyrrhocorax pyrrhocorax, silvie de tufiș (Sylvia undata).
Pe lângă speciile protejate, pe teritoriul sitului au mai fost identificate 16 specii de păsări.